# Mortonia polyporus
Mortonia polyporus is een zee-egel uit de familie Echinocyamidae.
De wetenschappelijke naam van de soort werd in 1921 gepubliceerd door Theodor Mortensen.